# قرار مجلس الأمن التابع للأمم المتحدة رقم 957
قرار مجلس الأمن التابع للأمم المتحدة رقم 957، المتخذ بالإجماع في 15 تشرين الثاني / نوفمبر 1994، بعد إعادة التأكيد على القرار 782 (1992) وجميع القرارات اللاحقة بشأن موزامبيق، رحب المجلس بالانتخابات الأخيرة في 27-29 أكتوبر / تشرين الأول 1994 وفقاً لاتفاقات روما العامة للسلام ومدد ولاية عملية الأمم المتحدة في موزمبيق حتى تولي حكومة جديدة السلطة، ولكن في موعد لا يتجاوز 15 ديسمبر 1994، مع انسحاب كامل بحلول 31 يناير 1995.
وكرر مجلس الأمن تأكيد عزمه على تأييد نتائج الانتخابات عندما أعلنت الأمم المتحدة أن التصويت كان حراً ونزيهاً، ودعا جميع الأطراف الموزامبيقية إلى قبول نتائج الانتخابات. تمت المصادقة على النتائج في القرار 960. كما حث على استكمال عملية المصالحة الوطنية بديمقراطية متعددة الأحزاب واحترام المبادئ الديمقراطية.
أُذن لعملية الأمم المتحدة في موزمبيق بإكمال عملياتهم المتبقية قبل انسحابها في 31 كانون الثاني / يناير 1995 أو قبل ذلك، وفقاً للجدول الزمني الذي اقترحه الأمين العام. وطُلب من الأمين العام بطرس بطرس غالي تقديم تقرير نهائي بشأن إنهاء عملية الأمم المتحدة في موزمبيق.

## روابط خارجية
- نص القرار في undocs.org